# Supernatural Superserious
Supernatural Superserious – singel amerykańskiej grupy rockowej R.E.M. wydany 6 lutego 2008, promujący płytę Accelerate. Jak wiele utworów z tej płyty Supernatural Superserious, został stworzony w "trakcie pracy" nad nową płytą w Olympia Theatre w Dublinie, pomiędzy 30 czerwca a 5 lipca 2007 roku, jeszcze niedokończony utwór nazywano "Disguised".
Singel dotarł na angielskiej liście przebojów na numer 54, natomiast na amerykańskiej liście przebojów Hot Modern Rock Tracks uplasował się na 22 pozycji.
Piosenka nie zmieściła się w pierwszej setce najchętniej kupowanych singli Billboard Hot 100, za to zajęła 11 miejsce w notowaniu Bubbling Under Hot 100 Singles.

## Teledysk
Reżyserem video został Vincent Moon, a akcja teledysku rozgrywa się w różnych miejscach w Nowym Jorku. 12 lutego 2008 na stronie internetowej http://www.supernaturalsuperserious.com/ odbyła się jego oficjalna premiera. Następnie teledysk miał swoją premierę w serwisie YouTube.

## Lista utworów
CD single #1 (UK) (W798CD)
1. "Supernatural Superserious" (Buck/Mills/Stipe) - 3:25
2. "Airliner" (Buck/Mills/Stipe/McCaughey) - 2:19

CD single #2 (Maxi)
1. "Supernatural Superserious"
2. "Airliner"
3. "Redhead Walking"

## Notowania
| Lista (2008)                              | Najwyższa pozycja |
| ----------------------------------------- | ----------------- |
| Norwegia Singles Chart                    | 1                 |
| Szwecja Singles Chart                     | 17                |
| U.S. Billboard Bubbling Under Hot 100     | 11                |
| U.S. Billboard Hot Modern Rock Tracks     | 22                |
| U.S. Billboard Hot Mainstream Rock Tracks | 40                |
| Irlandia Singles Chart                    | 41                |
| Belgia Singles Chart                      | 25                |
| Wielka Brytania Singles Chart             | 54                |
| Kanada Hot 100                            | 68                |
| Szwajcaria Singles Chart                  | 40                |
| NiemcyGerman Singles Chart                | 51                |
| Austria Singles Chart                     | 46                |